# Volkswagen-Arena
La Volkswagen-Arena è uno stadio di calcio di Wolfsburg, città della Bassa Sassonia, in Germania. Inaugurato nel 2002, ha una capienza di 30.000 posti e ospita le partite casalinghe del Wolfsburg, che prima si tenevano nel VfL-Stadion am Elsterweg. Appartiene alla Volkswagen AG.
Ha ospitato la prima partita della Germania il 1º luglio 2003 contro il Canada (4-1).
Il 3 luglio 2005, la struttura ha ospitato una tappa del The Encore Tour di Anastacia.
Da gennaio 2017 è il primo stadio in Bundesliga dotato di un impianto di illuminazione LED, fornito dall'azienda Philips.